# 2019년 KBO 리그
KBO 리그의 2019년 시즌은 KBO 리그의 38번째 시즌이며, 대한민국의 10개 프로 야구 구단들이 참가한다. 신한은행이 타이틀 메인 스폰서로 선정됨에 따라 2019 신한은행 SOL KBO 리그라고도 불린다.

## 달라지는 점
- SK 와이번스가 트레이 힐만 감독과 재계약을 포기하고 염경엽을 새 감독으로 선임했다.
- 롯데 자이언츠가 조원우 감독을 경질하고 양상문을 새 감독으로 선임했다.
- KT 위즈가 김진욱 감독과 재계약을 포기하고 이강철을 새 감독으로 선임했다.
- NC 다이노스가 유영준 감독을 2군 감독으로 보직을 변경했고 이동욱을 새 감독으로 선임했다.
- NC 다이노스의 1군 홈 구장이 창원NC파크로 변경됐고 2군 홈 구장은 1군이 쓰던 마산종합운동장 야구장으로 변경됐다. 이에 따라 NC 다이노스 2군 팀 명칭이었던 고양 다이노스가 창원 다이노스로 변경됐다.
- 넥센 히어로즈가 메인 스폰서를 키움증권으로 교체함에 따라 팀 이름이 키움 히어로즈로 변경됐고, 2군 홈 구장이 고양 국가대표 야구훈련장으로 변경되면서 2군 팀 명칭이었던 화성 히어로즈가 고양 히어로즈로 변경됐다.
- 공식 야구 규칙이 세계 야구 소프트볼 연맹의 규정된 것과 동일하게 경기 목적, 경기장, 용구 및 유니폼, 경기 준비, 경기 진행, 부적절한 플레이·금지 행동·비신사적 행위, 경기 종료, 심판원, 공식 기록원 등 총 9개 조로 통합과 재배치되었다.
- 주자가 더블 플레이 성립을 방해하기 위한 목적으로 정당한 슬라이딩이 아닌 방식으로 야수에 접촉하거나 접촉을 시도할 경우, 해당 주자에게 방해가 선고된다. 심판원이 해당 규칙을 위반했다고 판단할 시 주자와 타자 모두에게 아웃이 선고되며, 주자가 이미 아웃이 된 경우에는 수비측이 플레이를 시도하려고 한 주자에게 아웃이 선고된다. 해당 플레이는 비디오 판독 대상이다.
- 단일 경기 사용구의 반발계수는 국제 평균치에 맞춰 하향 조정됐다. 0.4134 이상 0.4374 이하로 MLB와 NPB에 비해 다소 높았던 반발계수를 0.4034 이상 0.4234 이하로 낮췄으며, 변경된 기준은 2019년 시범 경기 사용구부터 공식 적용된다.
- 야구 배트의 표면에 도포하는 도료는 투명(목재 고유의 색으로 흰색 불가), 빨간색과 구분되는 갈색, 짙은 회색, 검은색이어야 하며, 배트의 소재가 메이플 등의 산공재일 경우 재질의 특성상 헤드 부분의 나무결이 보이지 않더라도 배트의 손잡이 부분은 반드시 나무의 결이 보여야 허용된다. 또한 앞으로 공인된 수입판매업체를 통해 유통되지 않은 MLB, NPB 공인 배트를 해당 연도 공인 신청 기간 종료 후 경기에 사용하고자 할 경우에는 해당 선수가 구단을 통해 KBO에 공인을 신청해야 하며, 경기 전 심판위원에게 해당 배트를 확인 받고 인증 표시를 부착하도록 했다.
- 퓨처스리그에서는 경기 전 제출된 타순표에 지명타자로 기재돼 있는 선수가 현역 선수 등록 등의 부득이한 경우, 선발 투수를 상대로 적어도 한 번의 타격을 하지 않아도 교체할 수 있다.
- 새롭게 영입하는 외국인 선수는 계약금과 연봉, 옵션 등 각종 금액을 합하여 100만 달러를 초과할 수 없게 됐다. 재계약 선수의 경우는 이 규정의 적용을 받지 않지만, 선수가 다른 팀으로 옮겨서 계약하는 경우에는 신규 계약 적용을 받는다.
- 미세먼지 특보 수치를 명시하고, 미세먼지 경보(PM2.5((초)미세먼지) 150㎍/㎥ 또는 PM10(미세먼지)가 300㎍/㎥이 2시간 이상 지속될 것으로 예상될 때) 발령 시 해당 경기운영위원이 지역 기상대에 확인 후 구단 경기 관리인과 협의해 구장 상태에 따라 경기 취소 여부를 결정할 수 있도록 했다.
- 선수단과 관람객들의 안전을 위해 미세먼지 경보 외에도 강풍, 폭염, 황사 경보 발령 시에 경기 취소 여부를 결정하기로 했다. 경기 준비와 팬들의 관람 편의를 위해 기상 상황으로 인한 경기 거행 여부는 경기 개시 1시간 전까지 결정한다.
- 비디오 판독은 구단의 신청 횟수와 별도로 경기당 1회에 한해 심판의 재량으로 실시할 수 있도록 했다.
- 경기 스피드업을 위해 한 이닝당 2개로 제한됐던 투수의 새 공 교환은 변경된 단일 경기 사용구 적응을 위해 3개까지 허용하기로 했다.
- 경조사 휴가 제도를 신설해 선수가 직계 가족 사망 또는 자녀 출생을 사유로 5일의 경조 휴가를 신청할 수 있도록 했다. 해당 선수의 경우 엔트리 등록은 말소되지만 등록 일수는 인정받게 되며, 경조 휴가가 시작된 날부터 10일이 경과하지 않아도 현역 선수로 등록이 가능하다.
- 송구 시점에 타자 주자가 3피트 라인 시작점부터 파울라인 안쪽으로 달리는 경우 수비 측이 홈플레이트 근처와 1루 파울라인 근처 수비 시에는 즉시 수비 방해를 선언하고, 3루 파울라인 근처 수비 시에는 심판원이 송구를 방해했다고 판단할 경우 수비 방해를 선언하는 규정을 현행대로 시행하되 보다 명확히 하기 위해 이를 비디오판독 대상 플레이에 추가하기로 했다.
- 경기 중 그라운드에서 전력 분석 참고용 수비 페이퍼나 리스트 밴드의 사용을 올해 외야수에 한해 허용하기로 하고, 확대 허용에 대해서는 추후 논의하기로 했다. 단, 허용된 페이퍼나 리스트 밴드가 상대팀의 사인을 훔치려는 목적이나 어떠한 플레이를 방해할 목적으로 사용될 경우 해당 선수는 즉시 퇴장이며, 해당 구단, 선수, 관계자에게 경고 처분, 제재금 부과, 출장정지 등의 제재를 가할 수 있도록 했다.

## 구단별 캐치프레이즈(슬로건)
- SK 와이번스 : 열광, 자부심 그리고 2019
- 두산 베어스 : TEAM DOOSAN 2019!
- 한화 이글스 : Bring It! : 끝까지 승부하라
- 키움 히어로즈 : New Heroes Kiwoom Heroes
- KIA 타이거즈 : 도전, 새로운 미래_Always KIA TIGERS
- 삼성 라이온즈 : NEW BLUE! NEW LIONS!
- 롯데 자이언츠 : One team Giants, V3 2019
- LG 트윈스 : 서울은 LG, 승리는 트윈스!
- KT 위즈 : 飛上(비상) 2019, 승리의 kt wiz
- NC 다이노스 : 팀 다이노스, 하나의 심장을 깨워라 : 박동(서브 슬로건 HEART BEATS UNITED)

## 선수 이동

### 시즌 전
- 2019년 신인지명 선수
  - SK 와이번스 : 백승건, 김창평, 하재훈, 최재성, 허민혁, 김성민, 최경모, 서상준, 채현우, 전진우, 최륜기[1]
  - 두산 베어스 : 김대한, 전창민, 송승환, 이교훈, 이재민, 김태근, 정현욱, 최현준, 김문수, 전형근, 추종민
  - 한화 이글스 : 변우혁, 노시환, 유장혁, 정이황, 김이환, 김현민, 오동욱, 김민석, 조한민, 허관회, 박윤철
  - 키움 히어로즈 : 박주성, 윤정현, 조영건, 주성원, 김인범, 이명기, 박준형, 조범준, 김신회, 정현민, 김주형
  - KIA 타이거즈 : 김기훈, 홍원빈, 장지수, 이태규, 양승철, 오선우, 박수용, 김민수, 김창용, 이호현, 나용기
  - 삼성 라이온즈 : 원태인, 이학주, 김도환, 양우현, 이병헌, 오상민, 김준우, 서장민, 이해승, 박승규, 김연준
  - 롯데 자이언츠 : 서준원, 고승민, 강민성, 김현수, 박진, 박영완, 김동규, 김현우, 오영욱, 김민수, 신용수
  - LG 트윈스 : 이정용, 이상영, 정우영, 문보경, 강정현, 남호, 구본혁, 김성진, 임준형, 이지강, 한선태
  - kt 위즈 : 전용주, 이대은, 이정훈, 손동현, 이상동, 박민석, 강민성, 이선우, 고성민, 박준호, 지강혁
  - NC 다이노스 : 박수현, 송명기, 전사민, 최재익, 배민서, 김범준, 하준수, 최정원, 박지한, 서호철, 노시훈

- 독립야구단 영입 선수
  - 김규남 : 고양 위너스 → SK 와이번스

- 독립야구단 이적 선수

없음
- FA 잔류 선수
  - 장원준 : 두산 베어스[2]
  - 박한이 : 삼성 라이온즈[2]
  - 손주인 : 삼성 라이온즈[2]
  - 이명우 : 롯데 자이언츠[2]
  - 모창민 : NC 다이노스 (총액 3년 20억)
  - 최정 : SK 와이번스 (총액 6년 106억)
  - 이재원 : SK 와이번스 (총액 4년 69억)
  - 박용택 : LG 트윈스 (총액 2년 25억)
  - 박경수 : kt 위즈 (총액 3년 26억)
  - 김상수 : 삼성 라이온즈 (총액 3년 18억)
  - 송광민 : 한화 이글스 (총액 2년 16억)
  - 금민철 : kt 위즈 (총액 2년 7억)
  - 윤성환 : 삼성 라이온즈 (총액 1년 10억)
  - 이보근 : 키움 히어로즈 (총액 3+1년 19억)
  - 최진행 : 한화 이글스 (총액 1+1년 5억)
  - 이용규 : 한화 이글스 (총액 2+1년 26억)

- FA 이적 선수
  - 양의지 : 두산 베어스 → NC 다이노스 (총액 4년 125억)
  - 김민성 : 키움 히어로즈 → LG 트윈스 (총액 3년 18억)[3]

- FA 영입에 따른 보상 선수 이적 선수
  - 이형범 : NC 다이노스 → 두산 베어스 (양의지의 보상선수 자격으로 이적)

- 군 입대(상무 야구단 입단) 선수
  - SK 와이번스 : 박성한, 정동윤, 최민준
  - 두산 베어스 : 박성모, 조수행
  - 한화 이글스 : 이승관
  - 키움 히어로즈 : 김재현, 김정인
  - KIA 타이거즈 : 김유신
  - 삼성 라이온즈 : 강한울, 권정웅, 심창민
  - LG 트윈스 : 양석환
  - kt 위즈 : 홍현빈
  - NC 다이노스 : 도태훈, 이도현, 이재율

- 방출(보류 선수 제외) 선수
  - 두산 베어스 : 김승후, 문진제, 서두원, 성영훈, 송주영, 양구열, 이원재, 이지모, 최병욱, 현도훈, 사공엽
  - 한화 이글스 : 성시헌
  - 키움 히어로즈 : 김성택, 김해수, 김성현
  - kt 위즈 : 김도영

- 방출 후 이적 선수
  - 심수창 : 한화 이글스 → LG 트윈스
  - 장원삼 : 삼성 라이온즈 → LG 트윈스
  - 전민수 : kt 위즈 → LG 트윈스
  - 이케빈 : 삼성 라이온즈 → SK 와이번스
  - 배영수 : 한화 이글스 → 두산 베어스
  - 김종민 : NC 다이노스 → 한화 이글스
  - 장민익 : 두산 베어스 → SK 와이번스
  - 이성우 : SK 와이번스 → LG 트윈스
  - 김정후 : 두산 베어스 → LG 트윈스
  - 양종민 : 두산 베어스 → LG 트윈스
  - 강구성 : NC 다이노스 → LG 트윈스
  - 정병곤 : 삼성 라이온즈 → 두산 베어스
  - 박정준 : 키움 히어로즈 → 두산 베어스
  - 이정담 : 롯데 자이언츠 → 두산 베어스
  - 진재혁 : LG 트윈스 → 두산 베어스
  - 권혁 : 한화 이글스 → 두산 베어스

- 트레이드 영입 선수
  - 강민국 : NC 다이노스 → kt 위즈 (홍성무와 1:1 트레이드)
  - 홍성무 : kt 위즈 → NC 다이노스 (강민국과 1:1 트레이드)
  - 조용호 : SK 와이번스 → kt 위즈 (무상 트레이드)
  - 남태혁 : kt 위즈 → SK 와이번스 (전유수와 1:1 트레이드)
  - 전유수 : SK 와이번스 → kt 위즈 (남태혁과 1:1 트레이드)
  - 고종욱 : 키움 히어로즈 → SK 와이번스 (김동엽, 이지영과 1:1:1 트레이드)
  - 이지영 : 삼성 라이온즈 → 키움 히어로즈 (고종욱, 김동엽과 1:1:1 트레이드)
  - 김동엽 : SK 와이번스 → 삼성 라이온즈 (고종욱, 이지영과 1:1:1 트레이드)
  - 문선재 : LG 트윈스 → KIA 타이거즈 (정용운과 1:1 트레이드)
  - 정용운 : KIA 타이거즈 → LG 트윈스 (문선재와 1:1 트레이드)
  - 김민성 : 키움 히어로즈 → LG 트윈스 (사인 앤 트레이드)

- 은퇴 선수
  - 박기혁 : kt 위즈 → 은퇴 (kt 위즈 1루 주루코치)
  - 홍성용 : kt 위즈 → 은퇴 (kt 위즈 잔류군 재활코치)
  - 남윤성 : SK 와이번스 → 은퇴 (SK 와이번스 스카우트)
  - 정성훈 : KIA 타이거즈 → 은퇴 (KIA 타이거즈 2군 타격코치)
  - 김사율 : kt 위즈 → 은퇴 (디앤피파트너 유소년 사업 팀장)
  - 조동찬 : 삼성 라이온즈 → 은퇴 (삼성 라이온즈 육성군 코치)
  - 김태완 : 넥센 히어로즈 → 은퇴 (고양 히어로즈 타격코치)
  - 조윤준 : LG 트윈스 → 은퇴 (개인 사업)
  - 박헌도 : 롯데 자이언츠 → 은퇴
  - 박정진 : 한화 이글스 → 은퇴 (한화 이글스 프런트 임원)
  - 임창용 : KIA 타이거즈 → 은퇴

- 해외 진출 선수
  - 최준석 : NC 다이노스 → 질롱 코리아
  - 허건엽 : SK 와이번스 → 질롱 코리아
  - 임종혁 : 롯데 자이언츠 → 질롱 코리아
  - 메릴 켈리 : SK 와이번스 → 애리조나 다이아몬드백스 (총액 2년 550만 달러)
  - 헨리 소사 : LG 트윈스 → 푸방 가디언스
  - 키버스 샘슨 : 한화 이글스 → 샌프란시스코 자이언츠[4]
  - 엑토르 노에시 : KIA 타이거즈 → 마이애미 말린스[4]
  - 팀 아델만 : 삼성 라이온즈 → 신시내티 레즈[5]
  - 왕웨이중 : NC 다이노스 → 오클랜드 애슬레틱스[4]
  - 팻 딘 : KIA 타이거즈 → 미네소타 트윈스[5]
  - 앤디 번즈 : 롯데 자이언츠 → 토론토 블루제이스[5]
  - 라이언 피어밴드 : kt 위즈 → 토론토 블루제이스[5]
  - 로건 베렛 : NC 다이노스 → 오클랜드 애슬레틱스[5]
  - 김원석 : 연천 미라클 → 후쿠시마 레드호크스
  - 데이비드 헤일 : 한화 이글스 → 뉴욕 양키스[4]

- 신규 영입 외국인 선수
  - SK 와이번스 : 브록 다익손
  - 두산 베어스 : 호세 미구엘 페르난데스
  - 한화 이글스 : 워릭 서폴드, 채드 벨
  - 키움 히어로즈 : 에릭 요키시
  - KIA 타이거즈 : 제레미 해즐베이커, 제이콥 터너, 조 윌랜드
  - 삼성 라이온즈 : 저스틴 헤일리, 덱 맥과이어
  - 롯데 자이언츠 : 제이크 톰슨, 카를로스 아수아헤
  - LG 트윈스 : 케이시 켈리, 토미 조셉
  - kt 위즈 : 라울 알칸타라, 윌리엄 쿠에바스
  - NC 다이노스 : 드류 루친스키, 에디 버틀러, 크리스티안 베탕코우르트

- 재계약 성공 외국인 선수
  - SK 와이번스 : 앙헬 산체스, 제이미 로맥
  - 두산 베어스 : 조쉬 린드블럼, 세스 프랭코프
  - 한화 이글스 : 제러드 호잉
  - 키움 히어로즈 : 제이크 브리검, 제리 샌즈
  - 삼성 라이온즈 : 다린 러프
  - 롯데 자이언츠 : 브룩스 레일리
  - LG 트윈스 : 타일러 윌슨
  - kt 위즈 : 멜 로하스 주니어

- 재계약 포기 외국인 선수
  - SK 와이번스 : 메릴 켈리
  - 한화 이글스 : 키버스 샘슨, 데이비드 헤일
  - 키움 히어로즈 : 에릭 해커
  - KIA 타이거즈 : 로저 버나디나, 팻 딘, 엑토르 노에시
  - 삼성 라이온즈 : 리살베르토 보니야, 팀 아델만
  - 롯데 자이언츠 : 앤디 번즈
  - LG 트윈스 : 아도니스 가르시아, 헨리 소사
  - kt 위즈 : 라이언 피어밴드, 더스틴 니퍼트
  - NC 다이노스 : 로건 베렛, 재비어 스크러그스, 왕웨이중

- 국내 복귀 선수

없음

### 시즌 중
- 독립야구단 영입 선수
  - 노학준 : 연천 미라클 → NC 다이노스
  - 김도환 : 고양 위너스 → LG 트윈스
  - 송윤준 : 파주 챌린저스 → 한화 이글스

- 독립야구단 이적 선수
  - 오석 : 두산 베어스 → 저니맨 외인구단
  - 조승수 : 두산 베어스 → 저니맨 외인구단
  - 최현진 : 두산 베어스 → 저니맨 외인구단

- 군 입대(상무 야구단 입단) 선수
  - SK 와이번스 : 조성훈

- 방출(계약 해지) 선수
  - 한화 이글스 : 문재현, 박재형, 박준혁, 여인태, 원혁재, 윤승열, 이창열, 이청현, 임지훈, 홍성갑, 홍유상
  - 롯데 자이언츠 : 박근홍, 박정현, 송창현, 오윤석, 송주은, 오영욱, 윤길현, 이재욱, 이찬건, 정종진, 조준영, 최승훈
  - KT 위즈 : 김용주, 배우열, 윤근영
  - 키움 히어로즈 : 김종덕, 손동욱
  - LG 트윈스 : 김태영, 이나현, 장시윤,
  - SK 와이번스 : 강동권, 류효용, 이동근, 장민익, 정혁진
  - 삼성 라이온즈 : 김연준, 정광운, 최종현, 황선도

- 방출 후 이적 선수
  - 브록 다익손 : SK 와이번스 → 롯데 자이언츠

- 은퇴 선수
  - 박한이 : 삼성 라이온즈 → 은퇴
  - 이범호 : KIA 타이거즈 → 은퇴
  - 류제국 : LG 트윈스 → 은퇴
  - 이동현 : LG 트윈스 → 은퇴 (SBS 스포츠 야구 해설위원)
  - 이케빈 : SK 와이번스 → 은퇴
  - 심수창 : LG 트윈스 → 은퇴 (MBC 스포츠플러스 야구 해설위원)
  - 손주인 : 삼성 라이온즈 → 은퇴 (삼성 라이온즈 프런트 임원)
  - 손시헌 : NC 다이노스 → 은퇴 (창원 다이노스 수비코치)
  - 김주현 : 연천 미라클 → 은퇴 (롯데 자이언츠 코치)
  - 나경민 : 롯데 자이언츠 → 은퇴 (롯데 자이언츠 플레잉코치)
  - 문규현 : 롯데 자이언츠 → 은퇴 (롯데 자이언츠 2군 코치)
  - 서상우 : LG 트윈스 → 은퇴
  - 서동욱 : KIA 타이거즈 → 은퇴 (KIA 타이거즈 2군 타격코치)
  - 윤해진 : KIA 타이거즈 → 은퇴 (KIA 타이거즈 잔류군 수비코치)
  - 이인행 : KIA 타이거즈 → 은퇴 (KIA 타이거즈 2군 전력분석코치)
  - 박정권 : SK 와이번스 → 은퇴 (SK 와이번스 2군 타격코치)
  - 배영수 : 두산 베어스 → 은퇴
  - 채병용 : SK 와이번스 → 은퇴 (SK 와이번스 전력분석원)
  - 윤지웅 : NC 다이노스 → 은퇴
  - 한기주 : 삼성 라이온즈 → 은퇴
  - 김지수 : 키움 히어로즈 → 은퇴 (키움 히어로즈 수비코치)
  - 최윤석 : 한화 이글스 → 은퇴

- 트레이드 영입 선수
  - 오준혁 : KT 위즈 → SK 와이번스 (박승욱, 조한욱과 2:2 트레이드)
  - 정현 : KT 위즈 → SK 와이번스 (박승욱, 조한욱과 2:2 트레이드)
  - 박승욱 : SK 와이번스 → kt 위즈 (오준혁, 정현과 2:2 트레이드)
  - 조한욱 : SK 와이번스 → KT 위즈 (오준혁, 정현과 2:2 트레이드)
  - 이우성 : NC 다이노스 → KIA 타이거즈 (이명기와 1:1 트레이드)
  - 이명기 : KIA 타이거즈 → NC 다이노스 (이우성과 1:1 트레이드)
  - 신정락 : LG 트윈스 → 한화 이글스 (송은범과 1:1 트레이드)
  - 송은범 : 한화 이글스 → LG 트윈스 (신정락과 1:1 트레이드)

- 방출 외국인 선수
  - KIA 타이거즈 : 제레미 해즐베이커 (사유 : 성적 부진)
  - SK 와이번스 : 브록 다익손 (사유 : 성적 부진)
  - 롯데 자이언츠 : 카를로스 아수아헤 (사유 : 성적 부진 및 수비 실책 과다), 제이크 톰슨 (사유 : 성적 부진 및 부상)
  - NC 다이노스 : 크리스티안 베탕코우르트 (사유 : 성적 부진), 에디 버틀러 (사유 : 어깨 부상 및 성적 부진)
  - LG 트윈스 : 토미 조셉 (사유 : 허리 부상 및 성적 부진)
  - 삼성 라이온즈 : 저스틴 헤일리 (사유 : 성적 부진), 덱 맥과이어 (사유 : 햄스트링 부상 및 성적 부진)

- 신규 영입 외국인 선수
  - KIA 타이거즈 : 프레스턴 터커
  - SK 와이번스 : 헨리 소사
  - 롯데 자이언츠 : 제이콥 윌슨, 브록 다익손
  - NC 다이노스 : 크리스천 프리드릭, 제이크 스몰린스키
  - LG 트윈스 : 카를로스 페게로
  - 삼성 라이온즈 : 맥 윌리엄슨, 벤 라이블리

- 해외 진출 선수
  - 로저 버나디나 : KIA 타이거즈 → 이시카와 밀리언스타즈
  - 카를로스 아수아헤 : 롯데 자이언츠 → 애리조나 다이아몬드백스[5]
  - 토미 조셉 : LG 트윈스 → 보스턴 레드삭스[5]
  - 저스틴 헤일리 : 삼성 라이온즈 → 샌프란시스코 자이언츠[5]

- 국내 복귀 선수
  - 오승환 : 콜로라도 로키스 → 삼성 라이온즈
  - 권휘 : 질롱 코리아 → 두산 베어스

- 2020년 신인지명 선수
  - 두산 베어스 : 이주엽, 장규빈, 제환유, 최세창, 조제영, 박지훈, 오명진, 김성민, 양찬열, 최종인, 안권수
  - 키움 히어로즈 : 박주홍, 이종민, 신준우, 김동혁, 김병휘, 박관진, 문찬종, 정재원, 김동은, 박동혁, 김동욱
  - SK 와이번스 : 오원석, 전의산, 김성민, 최지훈, 현원회, 이재성, 류효승, 길지석, 김교람, 이거연, 박시후
  - LG 트윈스 : 이민호, 김윤식, 이주형, 손호영, 강민, 유영찬, 하영진, 함창건, 성재헌, 이정우, 박찬호
  - NC 다이노스 : 김태경, 정구범, 박시원, 안인산, 임형원, 강태경, 한건희, 김한별, 한재환, 이종준, 노상혁
  - KT 위즈 : 소형준, 강현우, 천성호, 이강준, 윤준혁, 김성균, 서경찬, 한지용, 문상준, 여도건, 최지효
  - KIA 타이거즈 : 정해영, 박민, 홍종표, 오규석, 유지성, 김양수, 장재혁, 백현종, 강민수, 이인한, 최용준
  - 삼성 라이온즈 : 황동재, 허윤동, 김지찬, 홍원표, 이승민, 박주혁, 조경원, 정진수, 신동수, 한연욱, 김경민
  - 한화 이글스 : 신지후, 남지민, 한승주, 임종찬, 강재민, 장웅정, 최인호, 최이경, 박정현, 김범준, 김승일
  - 롯데 자이언츠 : 최준용, 홍민기, 박재민, 박명현, 정도웅, 황성빈, 엄태호, 김건우, 한지운, 김현종, 신학진

## 시범 경기
- 기간 : 3월 12일 ~ 3월 20일

| 순위 | 구단          | 경기 | 승 | 무 | 패 | 승률  | 연속 | 게임차 |
| ---- | ------------- | ---- | -- | -- | -- | ----- | ---- | ------ |
| 1위  | SK 와이번스   | 8    | 5  | 1  | 2  | 0.714 | 5승  | 0.0    |
| 2위  | 키움 히어로즈 | 8    | 5  | 0  | 3  | 0.625 | 2승  | 0.5    |
| 2위  | 한화 이글스   | 8    | 5  | 0  | 3  | 0.625 | 1패  | 0.5    |
| 4위  | KIA 타이거즈  | 7    | 3  | 2  | 2  | 0.600 | 2패  | 1.0    |
| 4위  | LG 트윈스     | 6    | 3  | 1  | 2  | 0.600 | 2승  | 1.0    |
| 6위  | NC 다이노스   | 8    | 4  | 1  | 3  | 0.571 | 1승  | 1.0    |
| 7위  | 롯데 자이언츠 | 8    | 4  | 0  | 4  | 0.500 | 3승  | 1.5    |
| 8위  | 두산 베어스   | 7    | 3  | 0  | 4  | 0.429 | 2패  | 2.0    |
| 9위  | 삼성 라이온즈 | 8    | 2  | 0  | 6  | 0.250 | 6패  | 3.5    |
| 10위 | KT 위즈       | 6    | 0  | 1  | 5  | 0.000 | 5패  | 4.0    |

## 정규 리그
- 기간 : 3월 23일 ~ 9월 13일
- 잔여 경기기간 : 9월 14일 ~ 10월 1일

개막 경기는 2017년도 순위를 기준으로 상위 팀들의 경기장인 잠실(한화:두산), 사직(키움:롯데), 문학(KT:SK), 광주(LG:KIA), 창원(삼성:NC) 5개 구장에서 2연전으로 펼쳐진다.

### 팀 순위
- 두산 베어스와 SK 와이번스는 승, 무, 패, 승률이 모두 동일하지만 두산 베어스가 SK 와이번스와의 상대 전적이 9승 7패로 앞서므로 1위를 차지했다.
- 키움 히어로즈는 정규시즌 3위였으나 준플레이오프, 플레이오프에서 승리하고 한국시리즈에 패배하며 최종 2위가 되었다. 반면 SK 와이번스는 정규시즌 2위였으나 플레이오프에 탈락하며 최종 3위가 되었다.

| 순위 | 구단          | 경기 | 승 | 무 | 패 | 승률  | 연속 | 게임차 | 포스트시즌             |
| ---- | ------------- | ---- | -- | -- | -- | ----- | ---- | ------ | ---------------------- |
| 1    | 두산 베어스   | 144  | 88 | 1  | 55 | 0.615 | 5승  | 0.0    | 한국시리즈 진출        |
| 2    | SK 와이번스   | 144  | 88 | 1  | 55 | 0.615 | 2승  | 0.0    | 플레이오프 진출        |
| 3    | 키움 히어로즈 | 144  | 86 | 1  | 57 | 0.601 | 2승  | 2.0    | 준플레이오프 진출      |
| 4    | LG 트윈스     | 144  | 79 | 1  | 64 | 0.552 | 1승  | 9.0    | 와일드카드 결정전 진출 |
| 5    | NC 다이노스   | 144  | 73 | 2  | 69 | 0.514 | 2패  | 14.5   | 와일드카드 결정전 진출 |
| 6    | KT 위즈       | 144  | 71 | 2  | 71 | 0.500 | 2승  | 16.5   | 진출 실패              |
| 7    | KIA 타이거즈  | 144  | 62 | 2  | 80 | 0.437 | 3승  | 25.5   | 진출 실패              |
| 8    | 삼성 라이온즈 | 144  | 60 | 1  | 83 | 0.420 | 1패  | 28.0   | 진출 실패              |
| 9    | 한화 이글스   | 144  | 58 | 0  | 86 | 0.403 | 3패  | 30.5   | 진출 실패              |
| 10   | 롯데 자이언츠 | 144  | 48 | 3  | 93 | 0.340 | 8패  | 39.0   | 진출 실패              |

### 통계

#### 타자 TOP
| 부문        | 선수                                 | 기록  |
| ----------- | ------------------------------------ | ----- |
| 타율(AVG)   | 양의지 (NC 다이노스)                 | 0.354 |
| 홈런(HR)    | 박병호 (키움 히어로즈)               | 33    |
| 타점(RBI)   | 제리 샌즈 (키움 히어로즈)            | 113   |
| 득점(R)     | 김하성 (키움 히어로즈)               | 112   |
| 안타(H)     | 호세 미구엘 페르난데스 (두산 베어스) | 197   |
| 출루율(OBP) | 양의지 (NC 다이노스)                 | 0.438 |
| 장타율(SLG) | 양의지 (NC 다이노스)                 | 0.574 |
| 도루(SB)    | 박찬호 (KIA 타이거즈)                | 39    |

#### 투수 TOP
| 부문          | 선수                        | 기록  |
| ------------- | --------------------------- | ----- |
| 승리(W)       | 조쉬 린드블럼 (두산 베어스) | 20    |
| 평균자책(ERA) | 양현종 (KIA 타이거즈)       | 2.29  |
| 탈삼진(SO)    | 조쉬 린드블럼 (두산 베어스) | 189   |
| 세이브(SV)    | 하재훈 (SK 와이번스)        | 36    |
| 홀드(HLD)     | 김상수 (키움 히어로즈)      | 40    |
| 승률(WPCT)    | 조쉬 린드블럼 (두산 베어스) | 0.870 |

### 시즌 1호 기록
- 1호 안타 : LG 트윈스 이형종
- 1호 볼넷 : 삼성 라이온즈 박해민
- 1호 사사구 : 롯데 자이언츠 채태인
- 1호 도루 : 롯데 자이언츠 카를로스 아수아헤
- 1호 도루저지 : 두산 베어스 박세혁
- 1호 타점 : KT 위즈 유한준
- 1호 득점 : KT 위즈 황재균
- 1호 홈런 : NC 다이노스 크리스티안 베탕코우르트
- 1호 끝내기 : NC 다이노스 모창민
- 1호 실책 : 삼성 라이온즈 덱 맥과이어
- 1호 폭투 : 롯데 자이언츠 브룩스 레일리
- 1호 병살타 : LG 트윈스 오지환
- 1호 삼진투수 : KIA 타이거즈 양현종
- 1호 피삼진타자 : LG 트윈스 김현수
- 1호 비디오판독 : KIA 타이거즈 이명기
- 1호 승리투수 : SK 와이번스 하재훈
- 1호 패전투수 : KT 위즈 정성곤
- 1호 무승부투수 : SK 와이번스 박희수, KIA 타이거즈 이준영
- 1호 홀드 : SK 와이번스 김택형
- 1호 세이브 : SK 와이번스 김태훈

### 개인 달성 기록

#### 3월
- 송은범(한화 이글스)은 3월 28일 광주에서 열린 KIA와의 경기에서 역대 41번째 통산 500경기 출장을 달성했다.
- 최형우(KIA 타이거즈)는 3월 28일 광주에서 열린 한화와의 경기에서 역대 16번째 통산 2900루타, 역대 22번째 통산 900득점을 달성했다.
- 박한이(삼성 라이온즈)는 3월 28일 사직에서 열린 롯데와의 경기에서 역대 5번째 통산 2100경기 출장을 달성했다.
- 이성열(한화 이글스)은 3월 30일 대전에서 열린 NC와의 경기에서 역대 94번째 통산 500득점을 달성했다.
- 이대호(롯데 자이언츠)는 3월 30일 잠실에서 열린 LG와의 경기에서 역대 38번째 통산 250번째 2루타를 달성했다.
- 박경수(KT 위즈)는 3월 30일 수원에서 열린 KIA와의 경기에서 역대 35번째 통산 700사사구를 달성했다.

#### 4월
- 양의지(NC 다이노스)는 4월 2일 창원에서 열린 키움과의 경기에서 역대 32번째 통산 세 자릿수 사구를 달성했다.
- 박석민(NC 다이노스)은 4월 3일 창원에서 열린 키움과의 경기에서 역대 40번째 통산 2200루타를 달성했다.
- 최정(SK 와이번스)은 4월 6일 문학에서 열린 삼성과의 경기에서 역대 33번째 통산 1500안타를 달성했다.
- 채태인(롯데 자이언츠)은 4월 6일 사직에서 열린 한화와의 경기에서 역대 69번째 통산 200번째 2루타를 달성했다.
- 손시헌(NC 다이노스)은 4월 7일 잠실에서 열린 두산과의 경기에서 역대 43번째 통산 1500경기 출장을 달성했다.
- 유한준(KT 위즈)은 4월 9일 고척에서 열린 키움과의 경기에서 역대 45번째 통산 700타점을 달성했다.
- 김광현(SK 와이번스)은 4월 10일 대전에서 열린 한화와의 경기에서 역대 12번째 통산 1300탈삼진을 달성했다.
- 정근우(한화 이글스)는 4월 10일 대전에서 열린 SK와의 경기에서 역대 33번째 통산 1600경기 출장을 달성했다.
- 강민호(삼성 라이온즈)는 4월 10일 잠실에서 열린 LG와의 경기에서 역대 37번째 통산 700사사구를 달성했다.
- 나성범(NC 다이노스)은 4월 12일 창원에서 열린 롯데와의 경기에서 역대 70번째 통산 200번째 2루타를 달성했다.
- 양의지(NC 다이노스)는 4월 13일 창원에서 열린 롯데와의 경기에서 역대 89번째 통산 네 자릿수 안타를 달성했다.
- 박용택(LG 트윈스)은 4월 16일 창원에서 열린 NC와의 경기에서 역대 1번째 통산 2400안타를 달성했다.
- 손아섭(롯데 자이언츠)은 4월 17일 사직에서 열린 KIA와의 경기에서 역대 23번째 통산 900득점을 달성했다.
- 유한준(KT 위즈)은 4월 17일 수원에서 열린 한화와의 경기에서 역대 67번째 통산 500사사구를 달성했다.
- 나지완(KIA 타이거즈)은 4월 18일 사직에서 열린 롯데와의 경기에서 역대 28번째 통산 200홈런을 달성했다.
- 김민성(LG 트윈스)은 4월 18일 창원에서 열린 NC와의 경기에서 역대 86번째 통산 세 자릿수 홈런을 달성했다.
- 이원석(삼성 라이온즈)은 4월 19일 대전에서 열린 한화와의 경기에서 역대 89번째 통산 500타점을 달성했다.
- 최정(SK 와이번스)은 4월 20일 문학에서 열린 NC와의 경기에서 역대 17번째 통산 네 자릿수 타점을 달성했다.
- 박병호(키움 히어로즈)는 4월 20일 잠실에서 열린 LG와의 경기에서 역대 145번째 통산 네 자릿수 경기 출장을 달성했다.
- 김주찬(KIA 타이거즈)은 4월 20일 광주에서 열린 두산과의 경기에서 역대 21번째 통산 6000타수를 달성했다.
- 덱 맥과이어(삼성 라이온즈)는 4월 21일 대전에서 열린 한화와의 경기에서 역대 14번째 노히트노런을 달성했다.
- 황재균(KT 위즈)은 4월 21일 사직에서 열린 롯데와의 경기에서 역대 48번째 통산 700득점을 달성했다.
- 박용택(LG 트윈스)은 4월 24일 잠실에서 열린 KIA와의 경기에서 역대 6번째 통산 2100경기 출장을 달성했다.
- 오지환(LG 트윈스)은 4월 24일 잠실에서 열린 KIA와의 경기에서 역대 65번째 통산 600득점을 달성했다.
- 윤성환(삼성 라이온즈)은 4월 25일 대구에서 열린 SK와의 경기에서 역대 13번째 통산 1300탈삼진을 달성했다.
- 박해민(삼성 라이온즈)은 4월 25일 대구에서 열린 SK와의 경기에서 역대 95번째 통산 500득점을 달성했다.
- 조상우(키움 히어로즈)는 4월 26일 고척에서 열린 KIA와의 경기에서 역대 42번째 최소 투구(1구) 세이브를 달성했다.
- 정의윤(SK 와이번스)은 4월 27일 수원에서 열린 KT와의 경기에서 역대 87번째 통산 세 자릿수 홈런을 달성했다.
- 강민호(삼성 라이온즈)는 4월 28일 대구에서 열린 LG와의 경기에서 역대 30번째 통산 2500루타를 달성했다.
- 차우찬(LG 트윈스)은 4월 30일 잠실에서 열린 KT와의 경기에서 역대 9번째 한 이닝 4탈삼진을 달성했다.

#### 5월
- 이재원(SK 와이번스)은 5월 1일 문학에서 열린 키움과의 경기에서 역대 146번째 통산 네 자릿수 경기 출장을 달성했다.
- 김상수(삼성 라이온즈)는 5월 1일 광주에서 열린 KIA와의 경기에서 역대 90번째 통산 네 자릿수 안타를 달성했다.
- 강민호(삼성 라이온즈)는 5월 1일 광주에서 열린 KIA와의 경기에서 역대 49번째 통산 700득점을 달성했다.
- 나성범(NC 다이노스)은 5월 1일 사직에서 열린 롯데와의 경기에서 역대 66번째 통산 600득점을 달성했다.
- 박병호(키움 히어로즈)는 5월 2일 문학에서 열린 SK와의 경기에서 역대 50번째 통산 600사사구를 달성했다.
- 김주찬(KIA 타이거즈)은 5월 2일 광주에서 열린 삼성과의 경기에서 역대 14번째 통산 1800안타를 달성했다.
- 나성범(NC 다이노스)은 5월 3일 창원에서 열린 KIA와의 경기에서 역대 91번째 통산 네 자릿수 안타를 달성했다.
- 최형우(KIA 타이거즈)는 5월 5일 창원에서 열린 NC와의 경기에서 역대 23번째 통산 1700안타를 달성했다.
- 이대호(롯데 자이언츠)는 5월 5일 사직에서 열린 SK와의 경기에서 역대 12번째 통산 300홈런을 달성했다.
- 손아섭(롯데 자이언츠)은 5월 7일 수원에서 열린 KT와의 경기에서 역대 28번째 통산 1600안타를 달성했다.
- 양현종(KIA 타이거즈)은 5월 8일 잠실에서 열린 두산과의 경기에서 역대 8번째 통산 1400탈삼진을 달성했다.
- 김현수(LG 트윈스)는 5월 8일 고척에서 열린 키움과의 경기에서 역대 34번째 통산 1500안타를 달성했다.
- 김주찬(KIA 타이거즈)은 5월 9일 잠실에서 열린 두산과의 경기에서 역대 27번째 통산 1700경기 출장을 달성했다.
- 전준우(롯데 자이언츠)는 5월 9일 수원에서 열린 KT와의 경기에서 역대 67번째 통산 600득점을 달성했다.
- 박병호(키움 히어로즈)는 5월 11일 수원에서 열린 kt와의 경기에서 역대 27번째 7년 연속 두 자릿수 홈런을 달성했다.
- 고종욱(SK 와이번스)은 5월 12일 광주에서 열린 KIA와의 경기에서 역대 56번째 5년 연속 두 자릿수 도루를 달성했다.
- 최정(SK 와이번스)은 5월 12일 광주에서 열린 KIA와의 경기에서 역대 5번째 14년 연속 두 자릿수 홈런을 달성했다.
- 박경수(KT 위즈)는 5월 14일 광주에서 열린 KIA와의 경기에서 역대 44번째 통산 1500경기 출장을 달성했다.
- 신용수(롯데 자이언츠)는 5월 15일 사직에서 열린 LG와의 경기에서 역대 7번째 데뷔 첫 타석 홈런을 달성했다.
- 황재균(kt 위즈)은 5월 15일 광주에서 열린 KIA와의 경기에서 역대 46번째 통산 700타점, 역대 68번째 통산 500사사구를 달성했다.
- 이원석(삼성 라이온즈)은 5월 17일 수원에서 열린 KT와의 경기에서 역대 92번째 통산 네 자릿수 안타를 달성했다.
- 양의지(NC 다이노스)는 5월 18일 잠실에서 열린 LG와의 경기에서 역대 96번째 통산 500득점을 달성했다.
- 송광민(한화 이글스)은 5월 21일 대구에서 열린 삼성과의 경기에서 역대 88번째 통산 세 자릿수 홈런을 달성했다.
- 브록 다익손(SK 와이번스)은 5월 23일 잠실에서 열린 LG와의 경기에서 역대 29번째 상대 선발 타자 전원 탈삼진, 역대 1번째 5이닝 12탈삼진을 달성했다.
- 전준우(롯데 자이언츠)는 5월 24일 사직에서 열린 LG와의 경기에서 역대 90번째 통산 500타점을 달성했다.
- 손아섭(롯데 자이언츠)은 5월 25일 사직에서 열린 LG와의 경기에서 역대 47번째 통산 5000타수를 달성했다.
- 최진행(한화 이글스)은 5월 26일 잠실에서 열린 두산과의 경기에서 역대 147번째 통산 네 자릿수 경기 출장을 달성했다.
- 윤성환(삼성 라이온즈)은 5월 28일 잠실에서 열린 두산과의 경기에서 역대 15번째 통산 1800이닝을 달성했다.
- 오주원(키움 히어로즈)은 5월 29일 고척에서 열린 LG와의 경기에서 역대 42번째 통산 500경기 출장을 달성했다.
- 김주찬(KIA 타이거즈)은 5월 29일 대전에서 열린 한화와의 경기에서 역대 11번째 통산 350번째 2루타를 달성했다.
- 양의지(NC 다이노스)는 5월 29일 창원에서 열린 롯데와의 경기에서 역대 41번째 6년 연속 두 자릿수 홈런을 달성했다.
- 최형우(KIA 타이거즈)는 5월 31일 광주에서 열린 키움과의 경기에서 역대 15번째 통산 3000루타를 달성했다.
- 양현종(KIA 타이거즈)은 5월 31일 광주에서 열린 키움과의 경기에서 역대 21번째 통산 1700이닝을 달성했다.
- 손아섭(롯데 자이언츠)은 5월 31일 사직에서 열린 삼성과의 경기에서 역대 47번째 통산 700타점을 달성했다.
- 유한준(KT 위즈)은 5월 31일 수원에서 열린 두산과의 경기에서 역대 68번째 통산 600득점을 달성했다.

#### 6월
- 최정(SK 와이번스)은 6월 2일 문학에서 열린 한화와의 경기에서 역대 19번째 통산 2800루타를 달성했다.
- 권혁(두산 베어스)은 6월 2일 수원에서 열린 KT와의 경기에서 역대 2번째 통산 150홀드를 달성했다.
- 강민호(삼성 라이온즈)는 6월 2일 사직에서 열린 롯데와의 경기에서 역대 35번째 통산 1500안타를 달성했다.
- 윤성환(삼성 라이온즈)은 6월 2일 사직에서 열린 롯데와의 경기에서 역대 8번째 통산 130승을 달성했다.
- 정수빈(두산 베어스)은 6월 4일 광주에서 열린 KIA와의 경기에서 역대 97번째 통산 500득점을 달성했다.
- 최형우(KIA 타이거즈)는 6월 5일 광주에서 열린 두산과의 경기에서 역대 85번째 인사이드 더 파크 홈런을 달성했다.
- 우규민(삼성 라이온즈)은 6월 5일 대구에서 열린 NC와의 경기에서 역대 43번째 통산 500경기 출장을 달성했다.
- 김현수(LG 트윈스)는 6월 6일 잠실에서 열린 KT와의 경기에서 역대 25번째 통산 900타점을 달성했다.
- 최정(SK 와이번스)은 6월 7일 문학에서 열린 삼성과의 경기에서 역대 15번째 통산 900사사구를 달성했다.
- 최형우(KIA 타이거즈)는 6월 7일 창원에서 열린 NC와의 경기에서 역대 7번째 12년 연속 두 자릿수 홈런을 달성했다.
- 황재균(KT 위즈)은 6월 7일 수원에서 열린 롯데와의 경기에서 역대 41번째 통산 2200루타를 달성했다.
- 이대호(롯데 자이언츠)는 6월 8일 수원에서 열린 KT와의 경기에서 역대 45번째 통산 1500경기 출장을 달성했다.
- 문규현(롯데 자이언츠)은 6월 8일 수원에서 열린 KT와의 경기에서 역대 147번째 통산 네 자릿수 경기 출장을 달성했다.
- 정우람(한화 이글스)은 6월 11일 대전에서 열린 두산과의 경기에서 역대 4번째 통산 800경기 출장, 역대 8번째 통산 150세이브를 달성했다.
- 김태균(한화 이글스)은 6월 12일 대전에서 열린 두산과의 경기에서 역대 4번째 통산 3400루타를 달성했다.
- 김주찬(KIA 타이거즈)은 6월 12일 광주에서 열린 삼성과의 경기에서 역대 13번째 통산 네 자릿수 득점을 달성했다.
- 최형우(KIA 타이거즈)는 6월 13일 광주에서 열린 삼성과의 경기에서 역대 46번째 통산 1500경기 출장을 달성했다.
- 강민호(삼성 라이온즈)는 6월 13일 광주에서 열린 KIA와의 경기에서 역대 18번째 통산 250홈런, 역대 13번째 10년 연속 두 자릿수 홈런을 달성했다.
- 이성열(한화 이글스)은 6월 14일 고척에서 열린 키움과의 경기에서 역대 60번째 통산 600타점을 달성했다.
- 손주인(삼성 라이온즈)은 6월 14일 대구에서 열린 KT와의 경기에서 역대 149번째 통산 네 자릿수 경기 출장을 달성했다.
- 손아섭(롯데 자이언츠)은 6월 15일 사직에서 열린 KIA와의 경기에서 역대 32번째 통산 2400루타를 달성했다.
- 진해수(LG 트윈스)는 6월 15일 잠실에서 열린 두산과의 경기에서 역대 10번째 통산 세 자릿수 홀드를 달성했다.
- 박해민(삼성 라이온즈)은 6월 16일 대구에서 열린 KT와의 경기에서 역대 38번째 6년 연속 두 자릿수 도루를 달성했다.
- 전준우(롯데 자이언츠)는 6월 18일 대전에서 열린 한화와의 경기에서 역대 150번째 통산 네 자릿수 경기 출장을 달성했다.
- 오지환(LG 트윈스)은 6월 18일 대구에서 열린 삼성과의 경기에서 역대 91번째 통산 500타점을 달성했다.
- 이대호(롯데 자이언츠)는 6월 19일 대전에서 열린 한화와의 경기에서 역대 11번째 11년 연속 두 자릿수 홈런을 달성했다.
- 정의윤(SK 와이번스)은 6월 20일 광주에서 열린 KIA와의 경기에서 역대 93번째 통산 네 자릿수 안타를 달성했다.
- 나주환(SK 와이번스)은 6월 20일 광주에서 열린 KIA와의 경기에서 역대 98번째 통산 500득점을 달성했다.
- 이대호(롯데 자이언츠)는 6월 20일 대전에서 열린 한화와의 경기에서 역대 38번째 통산 600볼넷을 달성했다.
- 오지환(LG 트윈스)은 6월 21일 잠실에서 열린 KIA와의 경기에서 역대 23번째 8년 연속 두 자릿수 도루, 역대 89번째 통산 세 자릿수 홈런을 달성했다.
- 진해수(LG 트윈스)는 6월 21일 잠실에서 열린 KIA와의 경기에서 역대 8번째 4년 연속 두 자릿수 홀드를 달성했다.
- 오지환(LG 트윈스)은 6월 22일 잠실에서 열린 KIA와의 경기에서 역대 94번째 통산 네 자릿수 안타를 달성했다.
- 김태균(한화 이글스)은 6월 23일 대전에서 열린 삼성과의 경기에서 역대 8번째 통산 2100안타를 달성했다.
- 차우찬(LG 트윈스)은 6월 23일 잠실에서 열린 KIA와의 경기에서 역대 29번째 통산 1500이닝을 달성했다.
- 정근우(한화 이글스)는 6월 25일 창원에서 열린 NC와의 경기에서 역대 31번째 통산 2500루타를 달성했다.
- 이원석(삼성 라이온즈)은 6월 25일 포항에서 열린 두산과의 경기에서 역대 90번째 통산 세 자릿수 홈런을 달성했다.
- 정진호(두산 베어스)는 6월 27일 포항에서 열린 삼성과의 경기에서 역대 86번째 인사이드 더 파크 홈런을 달성했다.
- 손아섭(롯데 자이언츠)은 6월 29일 잠실에서 열린 두산과의 경기에서 역대 16번째 9년 연속 두 자릿수 도루를 달성했다.
- 이재원(SK 와이번스)은 6월 30일 대구에서 열린 삼성과의 경기에서 역대 92번째 통산 500타점을 달성했다.
- 김태균(한화 이글스)은 6월 30일 대전에서 열린 키움과의 경기에서 역대 3번째 통산 1300타점을 달성했다.

#### 7월
- 김주찬(KIA 타이거즈)은 7월 2일 광주에서 열린 NC와의 경기에서 역대 23번째 통산 2700루타를 달성했다.
- 황재균(KT 위즈)은 7월 2일 수원에서 열린 삼성과의 경기에서 역대 43번째 통산 5000타수를 달성했다.
- 박석민(NC 다이노스)은 7월 2일 광주에서 열린 KIA와의 경기에서 역대 8번째 12년 연속 두 자릿수 홈런을 달성했다.
- 우규민(삼성 라이온즈)은 7월 3일 수원에서 열린 KT와의 경기에서 역대 52번째 통산 5000타자 상대를 달성했다.
- 김하성(키움 히어로즈)은 7월 4일 고척에서 열린 두산과의 경기에서 역대 72번째 5년 연속 세 자릿수 안타를 달성했다.
- 김현수(LG 트윈스)는 7월 4일 잠실에서 열린 한화와의 경기에서 역대 34번째 통산 800득점을 달성했다.
- 유한준(KT 위즈)은 7월 4일 수원에서 열린 삼성과의 경기에서 역대 49번째 6년 연속 세 자릿수 안타, 역대 51번째 통산 2000루타를 달성했다.
- 양현종(KIA 타이거즈)은 7월 5일 광주에서 열린 LG와의 경기에서 역대 11번째 6년 연속 세 자릿수 탈삼진을 달성했다.
- 김광현(SK 와이번스)은 7월 6일 잠실에서 열린 두산과의 경기에서 역대 9번째 통산 130승을 달성했다.
- 정의윤(SK 와이번스)은 7월 6일 잠실에서 열린 두산과의 경기에서 역대 93번째 통산 500타점을 달성했다.
- 강민호(삼성 라이온즈)는 7월 7일 창원에서 열린 NC와의 경기에서 역대 76번째 통산 1700경기 출장을 달성했다.
- 헨리 소사(SK 와이번스)는 7월 9일 대전에서 열린 한화와의 경기에서 역대 33번째 통산 네 자릿수 탈삼진을 달성했다.
- 김현수(LG 트윈스)는 7월 9일 잠실에서 열린 두산과의 경기에서 역대 11번째 10년 연속 세 자릿수 안타를 달성했다.
- 박석민(NC 다이노스)은 7월 9일 사직에서 열린 롯데와의 경기에서 역대 36번째 통산 2300루타를 달성했다.
- 이범호(KIA 타이거즈)는 7월 11일 대구에서 열린 삼성과의 경기에서 역대 13번째 통산 2000경기 출장을 달성했다.
- 김광현(SK 와이번스)은 7월 12일 문학에서 열린 키움과의 경기에서 역대 26번째 통산 1600이닝을 달성했다.
- 양현종(KIA 타이거즈)은 7월 12일 광주에서 열린 한화와의 경기에서 역대 10번째 통산 130승, 역대 10번째 6년 연속 두 자릿수 승을 달성했다.
- 차우찬(LG 트윈스)은 7월 12일 잠실에서 열린 삼성과의 경기에서 역대 14번째 통산 1300탈삼진을 달성했다.
- 박석민(NC 다이노스)은 7월 12일 창원에서 열린 KT와의 경기에서 역대 26번째 통산 900타점을 달성했다.
- 김태균(한화 이글스)은 7월 13일 광주에서 열린 [KIA 타이거즈|KIA]]와의 경기에서 역대 20번째 통산 1900경기 출장, 역대 3번째 통산 1100사구를 달성했다.
- 손아섭(롯데 자이언츠)은 7월 13일 사직에서 열린 두산과의 경기에서 역대 12번째 10년 연속 세 자릿수 안타를 달성했다.
- 김주찬(KIA 타이거즈)은 7월 14일 광주에서 열린 한화와의 경기에서 역대 69번째 통산 500사사구를 달성했다.
- 이대호(롯데 자이언츠)는 7월 14일 사직에서 열린 두산과의 경기에서 역대 24번째 통산 1700안타를 달성했다.
- 김현수(LG 트윈스)는 7월 16일 문학에서 열린 SK와의 경기에서 역대 33번째 통산 2400루타를 달성했다.
- 윤석민(KT 위즈)은 7월 16일 잠실에서 열린 두산과의 경기에서 역대 91번째 통산 세 자릿수 홈런을 달성했다.
- 박민우(NC 다이노스)는 7월 16일 청주에서 열린 한화와의 경기에서 역대 99번째 통산 500득점을 달성했다.
- 최정(SK 와이번스)은 7월 18일 문학에서 열린 LG와의 경기에서 역대 34번째 통산 1600경기 출장을 달성했다.
- 이대호(롯데 자이언츠)는 7월 18일 광주에서 열린 [KIA 타이거즈|KIA]]와의 경기에서 역대 7번째 11년 연속 세 자릿수 안타, 역대 17번째 통산 2900루타, 역대 35번째 800득점을 달성했다.
- 박민우(NC 다이노스)는 7월 18일 청주에서 열린 한화와의 경기에서 역대 50번째 6년 연속 세 자릿수 안타를 달성했다.
- 김광현(SK 와이번스)은 7월 26일 사직에서 열린 롯데와의 경기에서 역대 9번째 통산 1400탈삼진을 달성했다.
- 브룩스 레일리(롯데 자이언츠)는 7월 27일 사직에서 열린 SK와의 경기에서 역대 15번째 5년 연속 세 자릿수 탈삼진을 달성했다.
- 이대형(KT 위즈)은 7월 27일 수원에서 열린 LG와의 경기에서 역대 35번째 통산 1600경기 출장을 달성했다.
- 박석민(NC 다이노스)은 7월 28일 고척에서 열린 키움과의 경기에서 역대 22번째 통산 700사구를 달성했다.
- 한현희(키움 히어로즈)는 7월 30일 잠실에서 열린 LG와의 경기에서 역대 11번째 통산 세 자릿수 홀드를 달성했다.
- 손아섭(롯데 자이언츠)은 7월 31일 대구에서 열린 삼성과의 경기에서 역대 38번째 통산 700사사구를 달성했다.

#### 8월
- 최형우(KIA 타이거즈)는 8월 1일 문학에서 열린 SK와의 경기에서 역대 5번째 통산 1200타점을 달성했다.
- 최형우(KIA 타이거즈)는 8월 4일 광주에서 열린 NC와의 경기에서 역대 13번째 통산 300홈런을 달성했다.
- 윤성환(삼성 라이온즈)은 8월 4일 잠실에서 열린 LG와의 경기에서 역대 11번째 9년 연속 세 자릿수 이닝을 달성했다.
- 김현수(LG 트윈스)는 8월 4일 잠실에서 열린 삼성과의 경기에서 역대 23번째 통산 300번째 2루타를 달성했다.
- 최정(SK 와이번스)은 8월 6일 문학에서 열린 KT와의 경기에서 역대 29번째 통산 1600안타를 달성했다.
- 김선빈(KIA 타이거즈)은 8월 6일 광주에서 열린 LG와의 경기에서 역대 151번째 통산 네 자릿수 경기 출장을 달성했다.
- 차우찬(LG 트윈스)은 8월 6일 광주에서 열린 KIA와의 경기에서 역대 31번째 통산 세 자릿수 승을 달성했다.
- 김재호(두산 베어스)는 8월 7일 잠실에서 열린 한화와의 경기에서 역대 100번째 통산 500득점을 달성했다.
- 박병호(키움 히어로즈)는 8월 7일 울산에서 열린 롯데와의 경기에서 역대 3번째 6년 연속 20홈런을 달성했다.
- 최정(SK 와이번스)은 8월 8일 고척에서 열린 키움과의 경기에서 역대 18번째 통산 2900루타를 달성했다.
- 정근우(한화 이글스)는 8월 9일 광주에서 열린 KIA와의 경기에서 역대 15번째 통산 1800안타를 달성했다.
- 박병호(키움 히어로즈)는 8월 9일 고척에서 열린 SK와의 경기에서 역대 52번째 통산 2000루타를 달성했다.
- 김하성(키움 히어로즈)은 8월 9일 고척에서 열린 SK와의 경기에서 역대 17번째 5년 연속 200루타를 달성했다.
- 최형우(KIA 타이거즈)는 8월 9일 광주에서 열린 한화와의 경기에서 역대 6번째 12년 연속 세 자릿수 안타를 달성했다.
- 김상수(삼성 라이온즈)는 8월 9일 대구에서 열린 롯데와의 경기에서 역대 69번째 통산 600득점을 달성했다.
- 박석민(NC 다이노스)은 8월 10일 창원에서 열린 롯데와의 경기에서 역대 16번째 통산 900사사구를 달성했다.
- 박병호(키움 히어로즈)는 8월 11일 고척에서 열린 두산과의 경기에서 역대 95번째 통산 네 자릿수 안타를 달성했다.
- 김상수(키움 히어로즈)는 8월 11일 고척에서 열린 두산과의 경기에서 역대 30번째 4년 연속 50경기 출장을 달성했다.
- 정수빈(두산 베어스)은 8월 13일 광주에서 열린 KIA와의 경기에서 역대 152번째 통산 네 자릿수 경기 출장을 달성했다.
- 김태균(한화 이글스)은 8월 13일 대전에서 열린 NC와의 경기에서 역대 14번째 통산 네 자릿수 득점을 달성했다.
- 김재환(두산 베어스)은 8월 18일 잠실에서 열린 롯데와의 경기에서 역대 94번째 통산 500타점을 달성했다.
- 김하성(키움 히어로즈)은 8월 18일 고척에서 열린 한화와의 경기에서 역대 92번째 통산 세 자릿수 홈런을 달성했다.
- 차우찬(LG 트윈스)은 8월 18일 대구에서 열린 삼성과의 경기에서 역대 16번째 5년 연속 세 자릿수 탈삼진, 역대 13번째 5년 연속 두 자릿수 승을 달성했다.
- 김현수(LG 트윈스)는 8월 20일 잠실에서 열린 KIA와의 경기에서 역대 18번째 5년 연속 200루타를 달성했다.
- 양의지(NC 다이노스)는 8월 20일 창원에서 열린 두산과의 경기에서 역대 71번째 통산 200번째 2루타를 달성했다.
- 서건창(키움 히어로즈)은 8월 21일 수원에서 열린 KT와의 경기에서 역대 96번째 통산 네 자릿수 안타를 달성했다.
- 정근우(한화 이글스)는 8월 22일 문학에서 열린 SK와의 경기에서 역대 33번째 통산 100사사구를 달성했다.
- 구자욱(삼성 라이온즈)은 8월 22일 대구에서 열린 두산과의 경기에서 역대 73번째 5년 연속 세 자릿수 안타를 달성했다.
- 이동현(LG 트윈스)은 8월 22일 잠실에서 열린 NC와의 경기에서 역대 12번째 통산 700경기 출장을 달성했다.
- 유한준(KT 위즈)은 8월 22일 수원에서 열린 롯데와의 경기에서 역대 56번째 통산 500사구를 달성했다.
- 양의지(NC 다이노스)는 8월 22일 잠실에서 열린 LG와의 경기에서 역대 61번째 통산 600타점을 달성했다.
- 최정(SK 와이번스)은 8월 23일 문학에서 열린 한화와의 경기에서 역대 15번째 통산 네 자릿수 득점, 역대 9번째 통산 네 자릿수 득점-네 자릿수 타점을 달성했다.
- 김현수(LG 트윈스)는 8월 23일 잠실에서 열린 NC와의 경기에서 역대 30번째 통산 1600안타를 달성했다.
- 황재균(KT 위즈)은 8월 23일 수원에서 열린 롯데와의 경기에서 역대 18번째 8년 연속 세 자릿수 안타를 달성했다.
- 최정(SK 와이번스)은 8월 24일 문학에서 열린 KIA와의 경기에서 역대 24번째 통산 300번째 2루타를 달성했다.
- 안치홍(KIA 타이거즈)은 8월 24일 문학에서 열린 SK와의 경기에서 역대 93번째 통산 세 자릿수 홈런을 달성했다.
- 박해민(삼성 라이온즈)은 8월 24일 대구에서 열린 키움과의 경기에서 역대 74번째 5년 연속 세 자릿수 안타를 달성했다.
- 박병호(키움 히어로즈)는 8월 25일 대구에서 열린 삼성과의 경기에서 역대 51번째 6년 연속 세 자릿수 안타를 달성했다.
- 손승락(롯데 자이언츠)은 8월 25일 사직에서 열린 NC와의 경기에서 역대 2번째 통산 270세이브를 달성했다.
- 김강민(SK 와이번스)은 8월 27일 잠실에서 열린 두산과의 경기에서 역대 47번째 통산 1500경기 출장을 달성했다.
- 박병호(키움 히어로즈)는 8월 27일 청주에서 열린 한화와의 경기에서 역대 5번째 4연타수 홈런을 달성했다.
- 장필준(삼성 라이온즈)은 8월 27일 광주에서 열린 KIA와의 경기에서 역대 31번째 4년 연속 50경기 출장을 달성했다.
- 양현종(KIA 타이거즈)은 8월 28일 광주에서 열린 삼성과의 경기에서 역대 5번째 통산 1500탈삼진을 달성했다.
- 손아섭(롯데 자이언츠)은 8월 28일 울산에서 열린 LG와의 경기에서 역대 46번째 통산 150홈런을 달성했다.
- 최형우(KIA 타이거즈)는 8월 29일 창원에서 열린 NC와의 경기에서 역대 8번째 7년 연속 200루타를 달성했다.
- 박해민(삼성 라이온즈)은 8월 29일 대구에서 열린 SK와의 경기에서 역대 9번째 6년 연속 20도루를 달성했다.
- 구자욱(삼성 라이온즈)은 8월 29일 대구에서 열린 SK와의 경기에서 역대 57번째 6년 연속 두 자릿수 도루를 달성했다.

#### 9월
- 정근우(한화 이글스)는 9월 1일 대전에서 열린 KT와의 경기에서 역대 22번째 통산 6000타수를 달성했다.
- 최형우(KIA 타이거즈)는 9월 1일 광주에서 열린 KIA와의 경기에서 역대 10번째 통산 3100루타를 달성했다.
- 오지환(LG 트윈스)은 9월 1일 문학에서 열린 SK와의 경기에서 역대 57번째 통산 500사구를 달성했다.
- 양의지(NC 다이노스)는 9월 1일 창원에서 열린 키움과의 경기에서 역대 70번째 통산 500사사구를 달성했다.
- 최정(SK 와이번스)은 9월 3일 문학에서 열린 NC와의 경기에서 역대 1번째 통산 250사사구를 달성했다.
- 박병호(키움 히어로즈)는 9월 3일 잠실에서 열린 두산과의 경기에서 역대 2번째 6년 연속 30홈런을 달성했다.
- 오주원(키움 히어로즈)은 9월 3일 잠실에서 열린 두산과의 경기에서 역대 33번째 4년 연속 50경기 출장을 달성했다.
- 손아섭(롯데 자이언츠)은 9월 3일 사직에서 열린 삼성과의 경기에서 역대 28번째 7년 연속 두 자릿수 홈런을 달성했다.
- 민병헌(롯데 자이언츠)은 9월 3일 사직에서 열린 삼성과의 경기에서 역대 51번째 통산 700득점을 달성했다.
- 정우람(한화 이글스)은 9월 5일 창원에서 열린 NC와의 경기에서 역대 12번째 3년 연속 20세이브를 달성했다.
- 강민호(삼성 라이온즈)는 9월 5일 고척에서 열린 키움과의 경기에서 역대 26번째 통산 2600루타를 달성했다.
- 민병헌(롯데 자이언츠)은 9월 6일 잠실에서 열린 LG와의 경기에서 역대 32번째 7년 연속 세 자릿수 안타를 달성했다.
- 황재균(KT 위즈)은 9월 6일 수원에서 열린 KIA와의 경기에서 역대 9번째 11년 연속 두 자릿수 도루를 달성했다.
- 이원석(삼성 라이온즈)은 9월 7일 대구에서 열린 NC와의 경기에서 역대 101번째 통산 500득점을 달성했다.
- 서건창(키움 히어로즈)은 9월 8일 광주에서 열린 KIA와의 경기에서 역대 70번째 통산 600득점을 달성했다.
- 최형우(KIA 타이거즈)는 9월 8일 광주에서 열린 키움과의 경기에서 역대 15번째 통산 800사구를 달성했다.
- 김주찬(KIA 타이거즈)은 9월 10일 사직에서 열린 롯데와의 경기에서 역대 52번째 6년 연속 세 자릿수 안타를 달성했다.
- 오지환(LG 트윈스)은 9월 10일 청주에서 열린 한화와의 경기에서 역대 94번째 통산 1200경기 출장을 달성했다.
- 정우람(한화 이글스)은 9월 11일 청주에서 열린 LG와의 경기에서 역대 2번째 10년 연속 50경기 출장을 달성했다.
- 김하성(키움 히어로즈)은 9월 11일 문학에서 열린 SK와의 경기에서 역대 33번째 세 자릿수 타점-세 자릿수 득점을 달성했다.
- 양현종(KIA 타이거즈)은 9월 11일 사직에서 열린 롯데와의 경기에서 역대 16번째 통산 1800이닝을 달성했다.
- 정우람(한화 이글스)은 9월 13일 대구에서 열린 삼성과의 경기에서 역대 7번째 통산 160세이브를 달성했다.
- 김현수(LG 트윈스)는 9월 13일 고척에서 열린 키움과의 경기에서 역대 44번째 통산 5000타수를 달성했다.
- 배영수(두산 베어스)는 9월 14일 문학에서 열린 SK와의 경기에서 역대 6번째 끝내기 보크를 달성했다.
- 윤성환(삼성 라이온즈)은 9월 14일 창원에서 열린 NC와의 경기에서 역대 9번째 통산 8000타자 상대를 달성했다.
- 구자욱(삼성 라이온즈)은 9월 15일 창원에서 열린 NC와의 경기에서 역대 19번째 5년 연속 200루타를 달성했다.
- 손아섭(롯데 자이언츠)은 9월 15일 대전에서 열린 한화와의 경기에서 역대 25번째 통산 1700안타를 달성했다.
- 유한준(KT 위즈)은 9월 15일 문학에서 열린 SK와의 경기에서 역대 39번째 통산 250번째 2루타를 달성했다.
- 정근우(한화 이글스)는 9월 16일 대구에서 열린 삼성과의 경기에서 역대 48번째 통산 700타점을 달성했다.
- 제리 샌즈(키움 히어로즈)는 9월 16일 잠실에서 열린 두산과의 경기에서 역대 34번째 세 자릿수 타점-세 자릿수 득점을 달성했다.
- 김선빈(KIA 타이거즈)은 9월 17일 광주에서 열린 NC와의 경기에서 역대 102번째 통산 500득점을 달성했다.
- 최형우(KIA 타이거즈)는 9월 18일 광주에서 열린 롯데와의 경기에서 역대 16번째 통산 1800안타를 달성했다.
- 김성현(SK 와이번스)은 9월 19일 문학에서 열린 두산과의 경기에서 역대 153번째 통산 네 자릿수 경기 출장을 달성했다.
- 제이미 로맥(SK 와이번스)은 9월 19일 문학에서 열린 두산과의 경기에서 역대 94번째 통산 세 자릿수 홈런을 달성했다.
- 유희관(두산 베어스)은 9월 20일 잠실에서 열린 KIA와의 경기에서 역대 4번째 7년 연속 두 자릿수 승을 달성했다.
- 박경수(KT 위즈)는 9월 20일 사직에서 열린 롯데와의 경기에서 역대 75번째 5년 연속 세 자릿수 안타, 역대 62번째 통산 600타점을 달성했다.
- 오재일(두산 베어스)은 9월 24일 창원에서 열린 NC와의 경기에서 역대 23번째 4년 연속 20홈런을 달성했다.
- 김광현(SK 와이번스)은 9월 25일 문학에서 열린 삼성과의 경기에서 역대 24번째 통산 7000타자 상대를 달성했다.
- 이대호(롯데 자이언츠)는 9월 25일 사직에서 열린 두산과의 경기에서 역대 1번째 10년 연속 200루타를 달성했다.
- 손아섭(롯데 자이언츠)은 9월 26일 사직에서 열린 KIA와의 경기에서 역대 9번째 7년 연속 200루타, 역대 32번째 통산 2500루타를 달성했다.
- 황재균(KT 위즈)은 9월 26일 수원에서 열린 LG와의 경기에서 역대 20번째 5년 연속 200루타를 달성했다.
- 김성현(SK 와이번스)은 9월 27일 대구에서 열린 삼성과의 경기에서 역대 53번째 6년 연속 세 자릿수 안타를 달성했다.
- 박종훈(SK 와이번스)은 9월 28일 대구에서 열린 삼성과의 경기에서 역대 17번째 5년 연속 세 자릿수 탈삼진을 달성했다.
- 황재균(KT 위즈)은 9월 29일 수원에서 열린 삼성과의 경기에서 역대 24번째 4년 연속 20홈런, 역대 37번째 통산 2300루타를 달성했다.
- 손승락(롯데 자이언츠)은 9월 30일 잠실에서 열린 LG와의 경기에서 역대 21번째 통산 600경기 출장을 달성했다.

### 월간 MVP
| 월  | 선수            | 소속         | 포지션         |
| --- | --------------- | ------------ | -------------- |
| 4월 | 타일러 윌슨     | LG 트윈스    | 투수           |
| 5월 | 양현종          | KIA 타이거즈 | 투수           |
| 6월 | 최정            | SK 와이번스  | 내야수         |
| 7월 | 조쉬 린드블럼   | 두산 베어스  | 투수           |
| 8월 | 양현종          | KIA 타이거즈 | 투수           |
| 9월 | 카를로스 페게로 | LG 트윈스    | 내야수, 외야수 |

## 포스트시즌
KBO에서 2014년 10월 27일 단장 회의를 통해 4위팀과 5위팀이 와일드카드 결정전을 벌여 3위팀과 준플레이오프를 가지게 되는 것으로 확정되었다.

## 올스타전
2019년 KBO 올스타전은 7월 21일에 진행됐으며, 장소는 창원NC파크이다.

## 같이 보기
- 2019년 메이저 리그 베이스볼 시즌

## 참고
1. ↑  대학 진학을 희망하여 계약을 포기하였다.
2. 1 2 3 4  FA 대상이었지만 본인이 신청 거절
3. ↑  계약은 키움 히어로즈와 했으나 사인 앤 트레이드 방식이어서 사실상 이적한 것이나 다름없다.
4. 1 2 3 4  스프링캠프 초청권을 포함한 마이너 계약을 하였다.
5. 1 2 3 4 5 6 7 8  마이너계약을 하였다.
6. ↑  KBO 2015년 포스트시즌, 4-5위 와일드카드 도입 일간스포츠 2014년 10월 27일

## 경기 중계
지상파 TV
- SBS TV
- KBS 2TV
- MBC TV

케이블 TV
- SBS 스포츠
- KBS N 스포츠
- MBC 스포츠플러스
- SPOTV
- SPOTV2

라디오
- KBS청주 해피FM

- 대전 MBC 라디오
- 대구 MBC 라디오
- 부산 MBC 라디오
- MBC 경남 라디오
- SBS 러브FM
- TJB 파워FM
- TBC 드림FM
- KNN 러브FM
- KNN 파워FM

와일드카드 결정전 중계
- 1차전 : SBS TV, KNN 러브FM

준플레이오프 중계
- 1차전 : MBC TV
- 2차전 : MBC TV
- 3차전 : KBS 2TV
- 4차전 : SBS TV

플레이오프 중계
- 1차전 : KBS 2TV
- 2차전 : SBS 스포츠, MBC 스포츠플러스, SPOTV
- 3차전 : SBS TV

한국시리즈 중계
- 1차전 : KBS 2TV, SBS 러브FM
- 2차전 : SBS TV, SBS 러브FM
- 3차전 : MBC TV, SBS 러브FM
- 4차전 : KBS 2TV, SBS 러브FM[1]

1. ↑  KNN 러브FM 동시 방송.